# Улица Мичурина (Ишимбай)
У́лица Мичу́рина — одна из старейших улиц города Ишимбая. На ней расположены две школы города Ишимбая. Не имеет роли важной транспортной роли, но выходит на важные транспортные артерии города: ул. Советская, ул. Стахановская. Промышленных предприятий нет. ОКАТО: 8388607. Индекс: 453204. Отделение связи: Ишимбай 4.

## Образование
По адресу: ул. Мичурина, 2 — МБОУ «Средняя общеобразовательная школа № 2», д. 9 — корпус № 2 СОШ № 2, 13 — ГБОУ «Башкирский кадетский корпус Приволжского федерального округа им. А. В. Доставалова».
в доме 22 — управляющая организация: ООО «ЖЭУ-5».

## Описание
Начинается от улицы Стахановской, завершается на ул. Лермонтова. Пересекает улицу Уральскую и проезд Седова.